# Hermione Norris
Hermione Norris (Paddington, 12 febbraio 1967) è un'attrice britannica.

## Filmografia parziale

### Cinema
- Romantici nati (Born Romantic), regia di David Kane (2000)
- Quicksand - Accusato di omicidio (Quicksand), regia di John Mackenzie (2003, direct-to-video)
- Un giorno per sbaglio (Separate Lies), regia di Julian Fellowes (2005)
- Love of My Life, regia di Joan Carr-Wiggin (2017)
- The Salt Path, regia di Marianne Elliott (2024)

### Televisione
- Clarissa - miniserie TV, 4 episodi (1991)
- Casualty - serie TV, 2 episodi (1991, 1994)
- Berkeley Square - miniserie TV, 10 episodi (1998)
- Wire in the Blood - serie TV, 14 episodi (2002-2005)
- Kingdom - serie TV, 16 episodi (2007-2009)
- Spooks - serie TV, 34 episodi (2006-2009)
- Outcasts - serie TV, 8 episodi (2011)
- The Crimson Field - serie TV, 6 episodi (2014)
- In the Club - serie TV, 12 episodi (2014-2016)
- Innocent - miniserie TV, 4 episodi (2018)
- Luther - serie TV, 4 episodi (2019)
- Cold Feet - serie TV, 61 episodi (1997-2020)
- Between Two Worlds - serie TV, 10 episodi (2020)
- Riches - serie TV, 6 episodi (2022)